# Dhikr

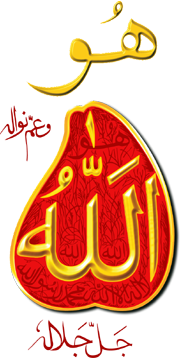
«Al·là», tal com s'escriu al cor del deixeble, segons l'Orde Sarwari Qadri

El dhikr (de l'àrab: ذِكْر, ḏikr, AFI [ðɪkr], ‘record’, ‘pensament’, també ‘esment’, ‘cita’, ‘al·lusió’, i, específicament, ‘invocació del nom de Déu’, ‘repetició del nom de Déu’, ‘recitació d'aleies alcoràniques’; en plural: أذكار, aḏkār, AFI [ʔaðˈkɑːr]) són actes devots de l'islam en els quals es reciten repetitivament frases curtes o oracions de forma silenciosa o a viva veu. Es poden comptar amb l'ajuda d'un collaret de grans o mísbaha (de l'àrab: مِسْبَحَة, misbaḥa) o a través dels dits de la mà. La persona que recita el dhikr s'anomena dhàkir (àrab: ذاكر, ḏākir; AFI [ˈðaːkɪr]). El tasbih (de l'àrab: تسبيح, tasbīḥ) és una forma de dhikr que implica les enunciacions repetitives de les frases curtes que glorifiquen Déu. El contingut de les oracions inclou els noranta-nou noms de Déu o una duà (àrab: دُّعَاءُ, duʿāʾ, ‘oració supererogatòria’) presa d'algun hadit o de l'Alcorà.

## Importància
Hi ha diversos versicles de l'Alcorà que emfasitzen la importància de recordar el desig de Déu tot dient frases com «si Déu vol», «Déu ho sap millor» o «si és la seva voluntat». Aquesta és la base del dhikr. L'aleia 24 de la sura 18 (Al-Kahf, La caverna), explica com una persona que oblida a dir «si Déu vol», immediatament hauria de recordar Déu dient, «Potser, molt bé, el meu Senyor em dirigirà cap a una acció que és millor que això que penso». Altres versicles també n'inclouen, com l'aleia 41 de la sura 33 (Al-Ahzab, Els coalitzats) amb «Oh vosaltres, els bons creients, bons musulmans! Recordeu molt el nom d'Al·là!» o l'aleia 28 de la sura 13 (Ar-Rad, El tron) amb «Els qui hi han cregut i ara tenen els cors tranquils recordant sempre el nom d'Al·là —com no han de tenir els cors tranquils, quan ells recorden el nom de Déu?—».
Entre els hadits, es diu que Mahoma digué: «El millor [dhikr] és La ilaha il·la Al·lah (“no hi ha altre déu més que Déu”) i la millor oració suplicatòria és Al-hamdu lii-L·lah (“lloat sia Déu!”).»
Els musulmans creuen que el dhikr és una de les maneres millors d'entrar a l'estadi superior del Cel i per glorificar el tawhid o unicitat de Déu.
Per als sufís, el dhikr és vist com la manera d'obtenir il·luminació espiritual i aconseguir unió (visal) o anihilació (fanà) de Déu. Totes les sectes musulmanes aproven els rosaris individuals com a mètode de meditació, l'objectiu del qual és obtenir un sentiment de pau, separació dels valors mundans (dunya) i, en general, enfortir la Fe (iman).

## L'Alcorà com adhikr

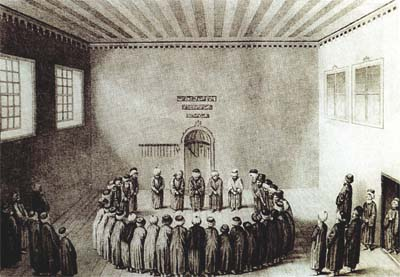
Pràctica del dhikr per la confraria Rifaiyya.

Recitar l'Alcorà amb sinceritat també es considera un tipus de dhikr. En aquest sentit, per exemple, es considera que: 
- Recitar la sura Al-Ikhlàs, L'oració perfecta (sura 112), equival a recitar una tercera part de l'Alcorà.[8]
- Recitar la sura Al-Ikhlàs, L'oració perfecta, diverses vegades dona un palau al Cel.[9]
- Recitar la sura Al-Kafirun, Els infidels (sura 109), equival a recitar una quarta part de l'Alcorà.[10]
- Recitar la sura An-Nasr, La Victòria (sura 110), equival a recitar una quarta part de l'Alcorà.[11]
- Recitar la sura Az-Zàlzala, El terratrèmol (sura 99), equival a recitar la meitat de l'Alcorà.[11]